# Карлернес, Юлия
Юлия Карлернес (швед. Julia Karlernäs; род. 6 октября 1993, Турсбю, Вермланд) — шведская футболистка, полузащитник итальянского клуба «Комо» и сборной Швеции.

## Клубная карьера
В сезоне 2018 в Дамаллсвенскане Юлия Карлернес своей игрой на позиции полузащитника и 11 забитыми голами помогла «Питео» стать чемпионом Швеции. Сама же футболистка была удостоена награды Самого ценного игрок. Вскоре после этого Карлернес подписала новый контракт с клубом.

## Карьера в сборной
Юлия Карлернес впервые была вызвана в главную женскую сборную Швеции в июне 2018 года. 30 августа того же года она дебютировала за национальную команду, выйдя на замену в отборочном матче женского чемпионата мира 2019 года против Украины, проходившем на стадионе Гамла Уллеви в Гётеборге. Во втором своём матче за сборную Карлернес впервые вышла в стартовом составе. В этой игре, состоявшейся в октябре 2018 года, шведки одержали победу над Норвегией со счётом 2:1.
Карлернес не была включена в состав сборной на Кубок Алгарве 2019 года. Главный тренер команды Петер Герхардссон сказал, что ей нужно совершенствоваться, чтобы достичь уровня, необходимого для выступлений на международном уровне. Разочарованная Карлернес решила продолжать хорошо играть за свой клуб, но призналась, что она вряд ли будет выбрана для участия на чемпионате мира по футболу среди женщин 2019 года во Франции.